# Atentado à Igreja Batista da Rua 16
O atentado à Igreja Batista da Rua 16, localizada em Birmingham, Alabama, aconteceu em 15 de setembro de 1963. O ataque terrorista foi perpetrado por um grupo terrorista supremacista branco. Quatro membros de um capítulo local da Ku Klux Klan (KKK) plantaram 19 bastões de dinamite conectados a um dispositivo de temporização sob os degraus localizados no lado leste da igreja.
Descrito por Martin Luther King Jr. como "um dos crimes mais cruéis e trágicos já perpetrados contra a humanidade", a explosão na igreja matou quatro meninas e feriu entre 14 e 22 outras pessoas.
A investigação de 1965 conduzida pelo Federal Bureau of Investigation determinou que o atentado foi cometido por quatro conhecidos membros da KKK e segregacionistas: Thomas Edwin Blanton Jr., Herman Frank Cash, Robert Edward Chambliss e Bobby Frank Cherry [en]. No entanto, foi apenas em 1977 que o primeiro suspeito, Robert Chambliss, foi processado pelo Procurador-Geral do Alabama William "Bill" Baxley e condenado por assassinato em primeiro grau de uma das vítimas, Carol Denise McNair, de 11 anos.
Como parte de um esforço dos promotores estaduais e federais para reabrir e julgar casos arquivados envolvendo assassinatos e terrorismo doméstico da era dos direitos civis, o Estado do Alabama levou Blanton Jr. e Cherry a julgamento, que foram condenados por quatro acusações de assassinato em primeiro grau e sentenciados a prisão perpétua em 2001 e 2002, respectivamente. O futuro Senador dos Estados Unidos Doug Jones conseguiu processar Blanton e Cherry com sucesso. Herman Cash morreu em 1994 e nunca foi acusado por seu suposto envolvimento no atentado.
O atentado à Igreja Batista da Rua 16 marcou um ponto de virada nos Estados Unidos durante o movimento dos direitos civis e também contribuiu para o apoio à aprovação da Lei dos Direitos Civis de 1964 pelo Congresso.

## Contexto
Nos anos que antecederam o atentado à Igreja Batista da Rua 16, Birmingham havia conquistado uma reputação nacional como uma cidade tensa, violenta e racialmente segregada, onde até mesmo tentativas tímidas de integração racial eram recebidas com resistência violenta. Martin Luther King Jr. descreveu Birmingham como "provavelmente a cidade mais completamente segregada dos Estados Unidos". O Comissário de Segurança Pública de Birmingham, Theophilus Eugene "Bull" Connor [en], liderava os esforços para impor a segregação racial na cidade por meio de táticas violentas.
Residentes negros e brancos de Birmingham eram segregados em diferentes instalações públicas, como bebedouros, e locais de convivência, como cinemas. A cidade não tinha policiais ou bombeiros negros e a maioria dos residentes negros só conseguia encontrar empregos subalternos, como cozinheiros e faxineiros. Os residentes negros não enfrentavam apenas segregação no contexto de lazer e trabalho, mas também em relação à sua liberdade e bem-estar. Devido ao privamento de direitos da maioria dos negros [en] no estado desde o início do século, com o registro de eleitores sendo praticamente impossível, poucos residentes negros da cidade estavam registrados para votar. Ataques com bombas a casas e instituições negras eram comuns, com pelo menos 21 explosões registradas em propriedades e igrejas negras nos oito anos anteriores a 1963. No entanto, nenhum desses ataques havia resultado em mortes. Esses ataques renderam à cidade o apelido de "Bombingham".

### Campanha de Birmingham

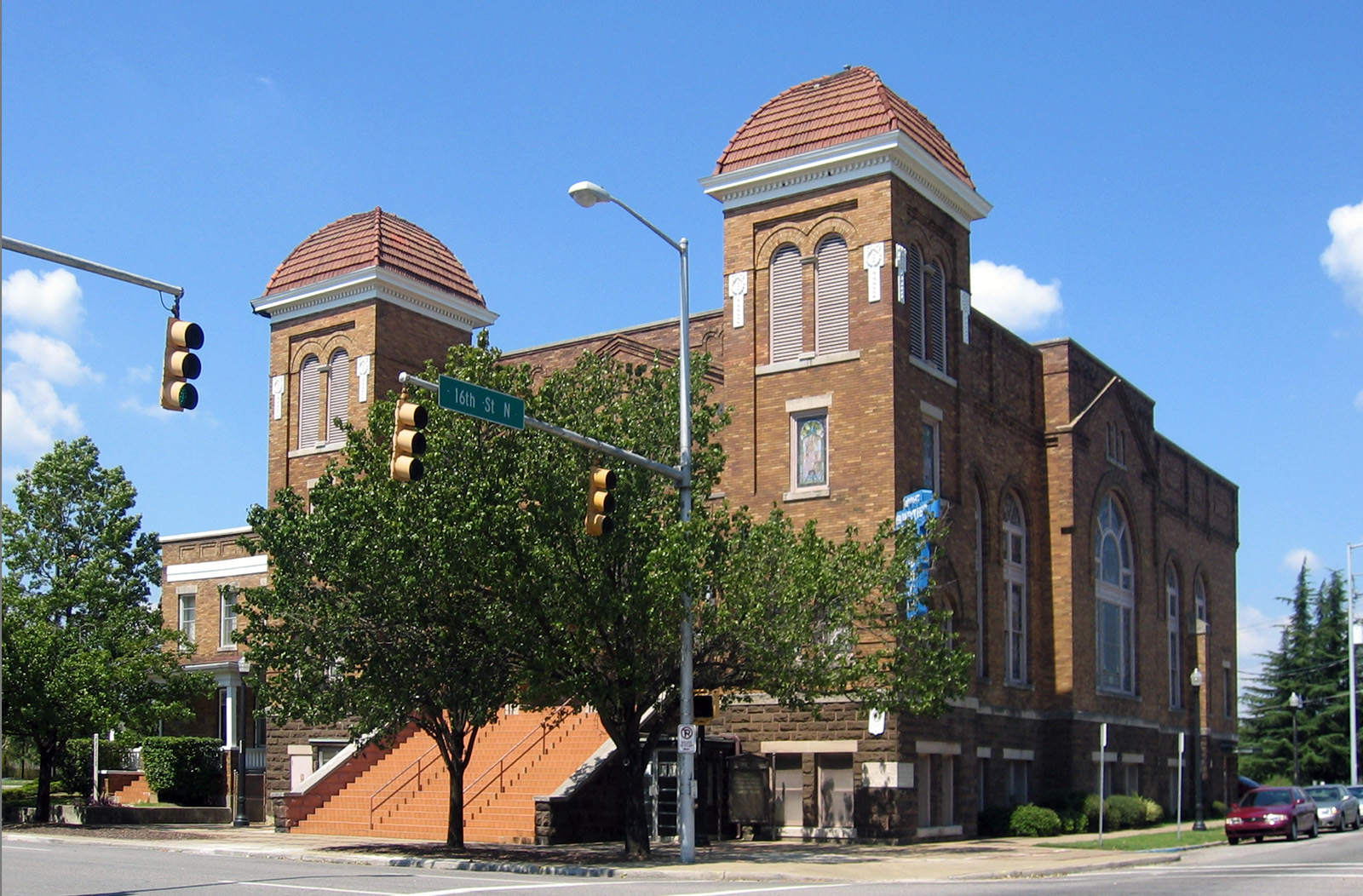
A Igreja Batista da Rua 16, vista aqui em 2005

Ativistas e líderes dos direitos civis em Birmingham lutaram contra o racismo profundamente enraizado e institucionalizado da cidade com táticas que incluíam o combate às disparidades econômicas e sociais de Birmingham. Suas demandas incluíam a dessegregação de instalações públicas, como balcões de lanchonetes e parques, a retirada de acusações criminais contra manifestantes e o fim da discriminação explícita nas oportunidades de emprego. O objetivo intencional dessas atividades era acabar com a segregação em Birmingham e no Sul como um todo. O trabalho desses ativistas dos direitos civis em Birmingham foi crucial para o movimento, pois a campanha de Birmingham serviu como orientação para outras cidades do Sul em relação à resistência contra a segregação e o racismo.
A Igreja Batista da Rua 16, de três andares, foi um ponto de encontro central para atividades dos direitos civis durante a primavera de 1963. Quando a Conferência de Liderança Cristã do Sul (SCLC) e o Congresso pela Igualdade Racial [en] se envolveram em uma campanha para registrar afro-americanos para votar em Birmingham, as tensões na cidade aumentaram. A igreja foi usada como local de encontro para líderes dos direitos civis, como Martin Luther King Jr., Ralph Abernathy e Fred Shuttlesworth [en], para organizar e educar os participantes das marchas. Foi o local onde estudantes foram organizados e treinados pelo Diretor de Ação Direta da SCLC, James Bevel [en], para participar da Cruzada das Crianças da campanha de Birmingham de 1963, após outras marchas terem ocorrido.
Na quinta-feira, 2 de maio, mais de 1.000 estudantes, alguns com apenas oito anos, optaram por deixar a escola e se reunir na Igreja Batista da Rua 16. Os manifestantes receberam instruções para marchar até o centro de Birmingham e discutir com o prefeito suas preocupações sobre a segregação racial na cidade, além de integrar prédios e empresas segregados. Embora essa marcha tenha enfrentado forte resistência e críticas, com 600 prisões apenas no primeiro dia, a campanha de Birmingham e sua Cruzada das Crianças continuaram até 5 de maio. A intenção era lotar a prisão com manifestantes. Essas demonstrações levaram a um acordo, em 8 de maio, entre os líderes empresariais da cidade e a Conferência de Liderança Cristã do Sul, para integrar instalações públicas, incluindo escolas, na cidade dentro de 90 dias. As três primeiras escolas em Birmingham a serem integradas o fizeram em 4 de setembro.
Essas demonstrações e as concessões dos líderes da cidade à maioria das demandas dos manifestantes foram recebidas com forte resistência por outros brancos em Birmingham. Nas semanas após a integração das escolas públicas em 4 de setembro, três bombas adicionais foram detonadas em Birmingham. Outros atos de violência seguiram o acordo, e vários membros ferrenhos da Klan expressaram frustração com o que consideravam uma falta de resistência eficaz à integração.

## Atentado
Na madrugada de domingo, 15 de setembro de 1963, vários membros da United Klans of America — Thomas Edwin Blanton Jr., Robert Edward Chambliss, Bobby Frank Cherry e, supostamente, Herman Frank Cash — plantaram no mínimo 15 bastões de dinamite com um dispositivo de temporização sob os degraus da igreja, próximo ao porão.
Por volta das 10:22 da manhã, um homem anônimo telefonou para a Igreja Batista da Rua 16. A chamada foi atendida pela secretária interina da Escola Dominical, uma garota de 15 anos chamada Carolyn Maull. O chamador anônimo simplesmente disse as palavras "Três minutos":10 para Maull antes de encerrar a ligação. Menos de um minuto depois, a bomba explodiu. Cinco crianças estavam no porão no momento da explosão, em um banheiro próximo à escadaria, trocando-se para usar vestes de coral em preparação para um sermão intitulado "Uma Rocha que Não Rolará". Segundo uma sobrevivente, a explosão sacudiu todo o prédio e lançou os corpos das meninas pelo ar "como bonecas de pano".
A explosão abriu um buraco de 2,1m de diâmetro na parede traseira da igreja e uma cratera de 1,5m de largura e 0,61m de profundidade no lounge do porão feminino, destruindo os degraus traseiros da igreja e lançando um motorista que passava pelo local para fora de seu carro. Vários outros carros estacionados próximos ao local da explosão foram destruídos, e janelas de propriedades localizadas a mais de dois quarteirões da igreja também foram danificadas. Todas as janelas de vitral da igreja, exceto uma, foram destruídas na explosão. A única janela de vitral que permaneceu praticamente intacta retratava Cristo liderando um grupo de crianças pequenas.
Centenas de pessoas, algumas levemente feridas, convergiram para a igreja para procurar sobreviventes nos escombros, enquanto a polícia montava barricadas ao redor da igreja e vários homens indignados entraram em confronto com os policiais. Estima-se que 2.000 pessoas negras se reuniram no local nas horas seguintes à explosão. O pastor da igreja, o Reverendo John Cross Jr., tentou acalmar a multidão recitando em voz alta o Salmo 23 por meio de um megafone.

### Vítimas
Quatro meninas — Addie Mae Collins (14 anos, nascida em 18 de abril de 1949), Carol Denise McNair (11 anos, nascida em 17 de novembro de 1951), Carole Rosamond Robertson (14 anos, nascida em 24 de abril de 1949) e Cynthia Dionne Wesley (14 anos, nascida em 30 de abril de 1949) — foram mortas no ataque. A explosão foi tão intensa que o corpo de uma das meninas foi decaptado e tão gravemente mutilado que só pôde ser identificado por suas roupas e um anel. Outra vítima foi morta por um pedaço de argamassa incrustado em seu crânio. O pastor da igreja, Reverendo John Cross, lembrou em 2001 que os corpos das meninas foram encontrados "empilhados uns sobre os outros, agarrados juntos". Todas as quatro meninas foram declaradas mortas na chegada à Clínica de Emergência Hillman.
Entre 14 e 22 outras pessoas ficaram feridas na explosão, incluindo a irmã mais nova de Addie Mae, Sarah Collins, de 12 anos. Ela teve 21 pedaços de vidro incrustados em seu rosto e ficou cega de um olho. Em suas lembranças posteriores do atentado, Collins recordaria que, nos momentos imediatamente anteriores à explosão, ela havia observado sua irmã, Addie, amarrando o laço de seu vestido. Outra irmã de Addie Mae Collins, Junie Collins, de 16 anos, recordaria posteriormente que, pouco antes da explosão, ela estava sentada no porão da igreja lendo a Bíblia e observou Addie Mae Collins amarrando o laço do vestido de Carol Denise McNair antes de retornar ao andar térreo da igreja.

### Inquietação e tensões
A violência escalou em Birmingham nas horas seguintes ao atentado, com relatos de grupos de jovens negros e brancos jogando tijolos e trocando insultos. A polícia pediu aos pais de jovens negros e brancos que mantivessem seus filhos em casa, enquanto o governador do Alabama, George Wallace, ordenou o envio de 300 policiais estaduais adicionais e 500 membros da Guarda Nacional do Alabama para ajudar a conter os distúrbios. O Conselho Municipal de Birmingham convocou uma reunião de emergência para propor medidas de segurança para a cidade, embora propostas de toque de recolher tenham sido rejeitadas. Dentro de 24 horas após o atentado, pelo menos cinco empresas e propriedades haviam sido alvos de bombas incendiárias, e vários carros — a maioria conduzida por brancos — foram apedrejados por jovens em revolta.
Em resposta ao atentado à igreja, descrito pelo prefeito de Birmingham, Albert Boutwell, como "simplesmente repugnante", o Procurador-Geral, Robert F. Kennedy, enviou 25 agentes do FBI, incluindo especialistas em explosivos, para Birmingham para conduzir uma investigação forense minuciosa.

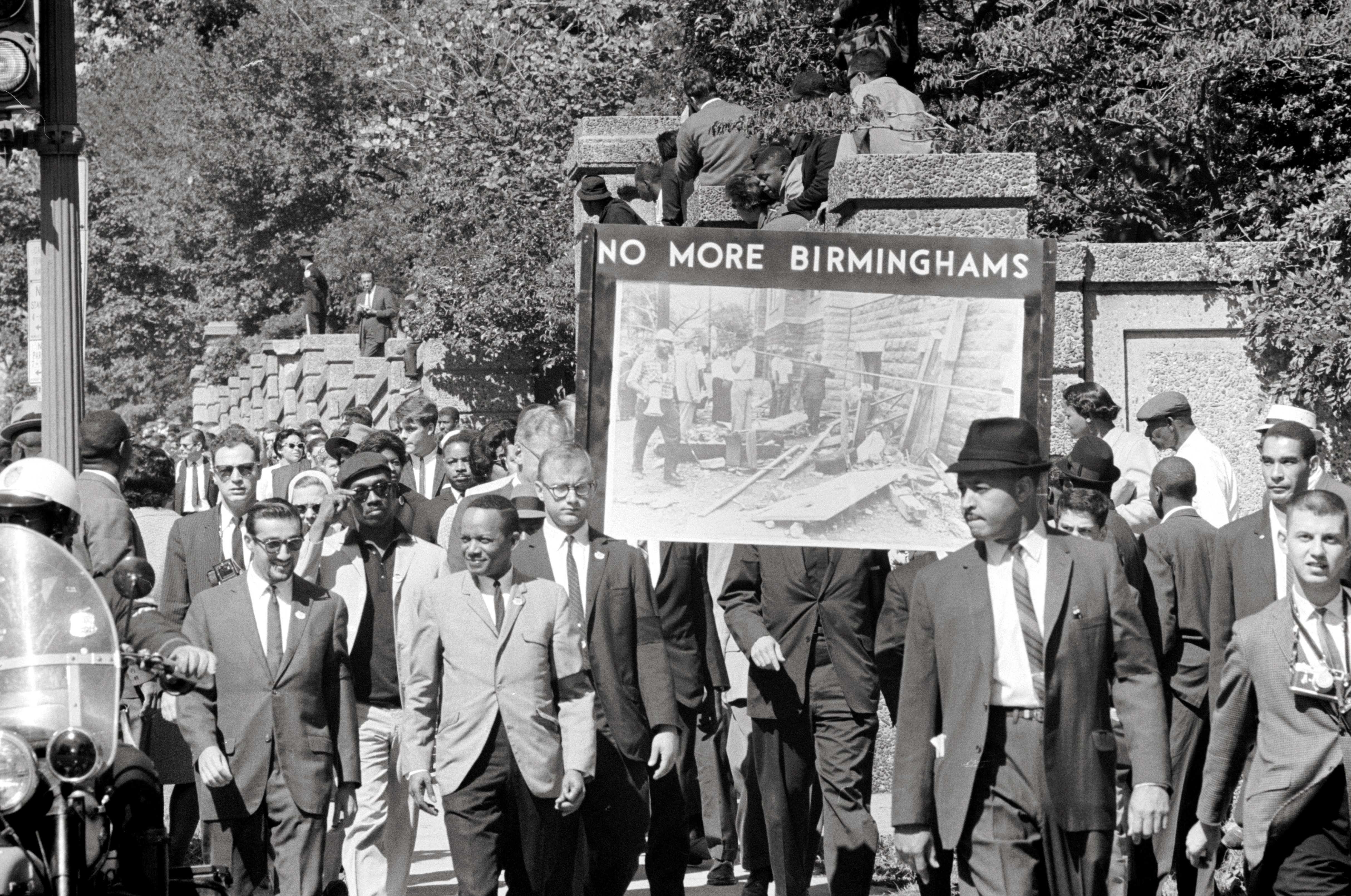
Congresso pela Igualdade Racial e membros da Igreja All Souls marcham em memória das vítimas do atentado à Igreja Batista da Rua 16 em 22 de setembro de 1963

Embora relatos do atentado e da perda de quatro crianças tenham sido glorificados por supremacistas brancos, que em muitos casos escolheram celebrar as mortes como "quatro pretos a menos", à medida que as notícias do atentado à igreja e do fato de que quatro meninas haviam sido mortas na explosão chegaram à imprensa nacional e internacional, muitos sentiram que não haviam levado a luta pelos direitos civis a sério o suficiente. No dia seguinte ao atentado, um jovem advogado branco chamado Charles Morgan Jr. discursou em uma reunião de empresários, condenando a cumplicidade dos brancos em Birmingham com a opressão dos negros. Em seu discurso, Morgan lamentou: "Quem fez isso [o atentado]? Todos nós fizemos! O 'quem' é cada indivíduo que fala sobre os 'pretos' e espalha as sementes de seu ódio para seu vizinho e seu filho... Como é viver em Birmingham? Ninguém nunca soube realmente e ninguém saberá até que esta cidade se torne parte dos Estados Unidos." Um editorial do Milwaukee Sentinel opinou: "Para o resto da nação, o atentado à igreja de Birmingham deve servir para estimular a consciência. As mortes... em certo sentido, estão nas mãos de cada um de nós."
Mais dois jovens negros, Johnny Robinson e Virgil Ware, foram mortos a tiros em Birmingham dentro de sete horas após o atentado de domingo de manhã. Robinson, de 16 anos, foi baleado nas costas pelo policial de Birmingham Jack Parker enquanto fugia por um beco, após ignorar ordens policiais para parar. A polícia estava supostamente respondendo a uma denúncia de jovens negros jogando pedras em carros conduzidos por brancos. Robinson morreu antes de chegar ao hospital. Ware, de 13 anos, foi baleado na bochecha e no peito com um revólver em um subúrbio residencial a 24km ao norte da cidade. Um jovem branco de 16 anos chamado Larry Sims disparou a arma (entregue a ele por outro jovem chamado Michael Farley) contra Ware, que estava sentado no guidão de uma bicicleta conduzida por seu irmão. Sims e Farley estavam voltando para casa de um comício anti-integração que havia condenado o atentado à igreja. Ao avistar Ware e seu irmão, Sims disparou duas vezes, supostamente com os olhos fechados. Sims e Farley foram posteriormente condenados por homicídio culposo em segundo grau, embora o juiz tenha suspendido suas sentenças e imposto dois anos de liberdade condicional para cada jovem.
Alguns ativistas dos direitos civis culparam George Wallace, governador do Alabama e segregacionista declarado, por criar o clima que levou às mortes. Uma semana antes do atentado, Wallace concedeu uma entrevista ao The New York Times, na qual disse acreditar que o Alabama precisava de "alguns funerais de primeira classe" para deter a integração racial.
A cidade de Birmingham inicialmente ofereceu uma recompensa de 52.000 dólares pela prisão dos responsáveis pelo atentado. O governador Wallace ofereceu um adicional de 5.000 dólares em nome do estado do Alabama. Embora essa doação tenha sido aceita,:274 sabe-se que Martin Luther King Jr. enviou um telegrama a Wallace, dizendo: "O sangue de quatro criancinhas... está em suas mãos. Suas ações irresponsáveis e mal orientadas criaram em Birmingham e no Alabama a atmosfera que induziu a violência contínua e agora o assassinato."

### Funerais
Carole Rosamond Robertson foi sepultada em um funeral privado para a família em 17 de setembro de 1963. Relatos indicam que a mãe de Carole, Alpha, havia solicitado expressamente que sua filha fosse sepultada separadamente das outras vítimas. Ela estava abalada com uma declaração de Martin Luther King, que afirmou que a mentalidade que permitiu o assassinato das quatro meninas era a "apatia e complacência" dos negros no Alabama.:272
O funeral de Carole Rosamond Robertson foi realizado na Igreja Metodista Episcopal Africana de São João. Cerca de 1.600 pessoas compareceram. Durante o culto, o Reverendo C. E. Thomas disse à congregação: "A maior homenagem que vocês podem prestar a Carole é serem calmos, adoráveis, gentis e inocentes." Carole Robertson foi sepultada em um caixão azul no Cemitério Shadow Lawn.

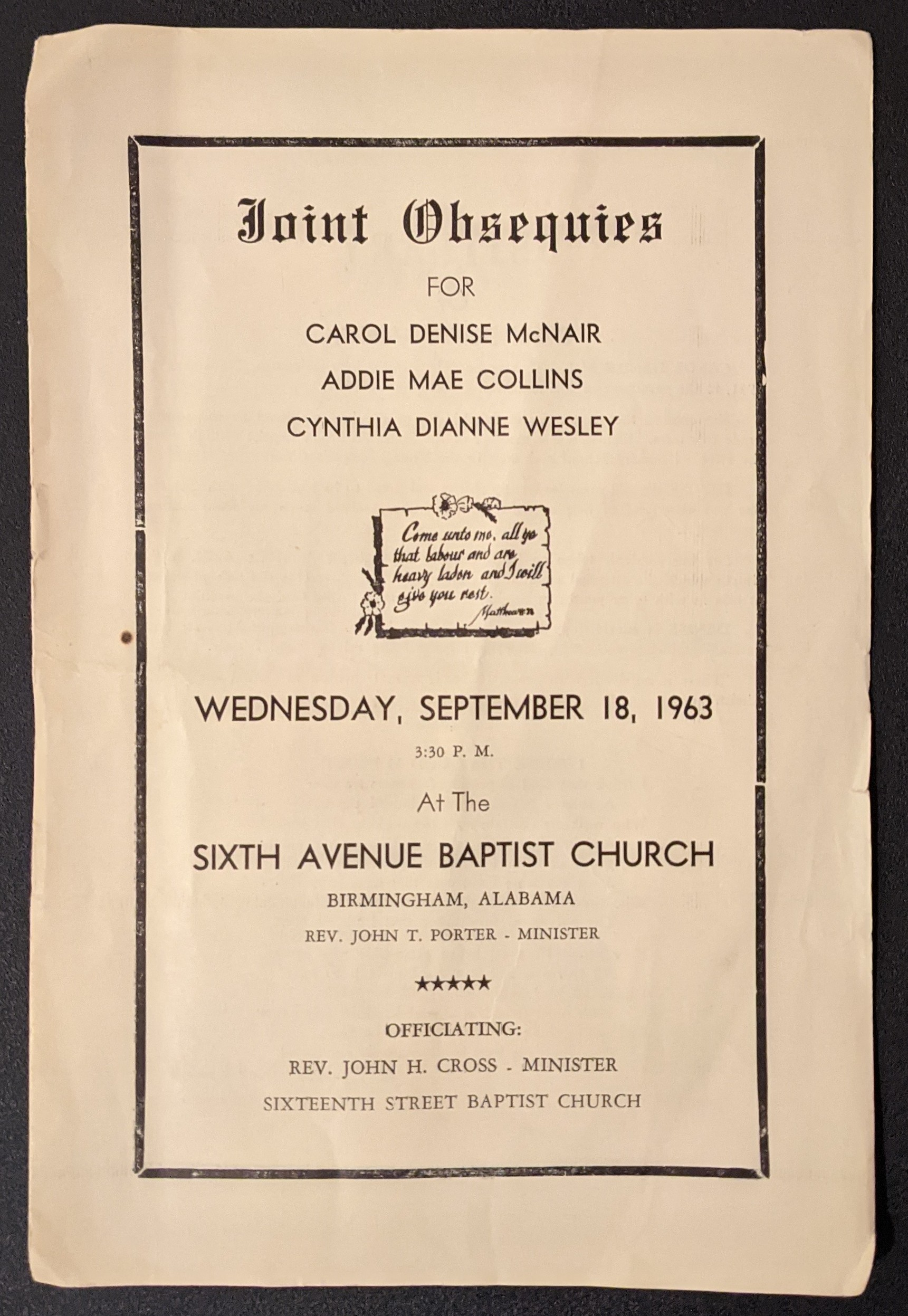
Programa do funeral de Addie Mae Collins, Cynthia Wesley e Carol Denise McNair

Em 18 de setembro, o funeral das outras três meninas mortas no atentado foi realizado na Igreja Batista da Sexta Avenida. Embora nenhum funcionário da cidade tenha comparecido ao culto, estima-se que 800 clérigos de todas as raças estavam entre os presentes. Martin Luther King Jr. também esteve presente. Em um discurso realizado antes do sepultamento das meninas, King dirigiu-se a cerca de 3.300 enlutados — incluindo numerosos brancos — com um discurso dizendo:

Este dia trágico pode fazer com que o lado branco enfrente sua consciência. Apesar da escuridão desta hora, não devemos nos tornar amargos... Não devemos perder a fé em nossos irmãos brancos. A vida é dura. Às vezes, tão dura quanto aço, mas, hoje, vocês não caminham sozinhos.
Enquanto os caixões das meninas eram levados para seus túmulos, King orientou que os presentes permanecessem solenes e proibiu qualquer canto, grito ou manifestação. Essas instruções foram transmitidas à multidão por um único jovem com um megafone.

### Apoio público e doações
Após o atentado, a Igreja Batista da Rua 16 permaneceu fechada por mais de oito meses, enquanto avaliações e, posteriormente, reparos eram realizados na propriedade. Tanto a igreja quanto as famílias enlutadas receberam cerca de 23.000 dólares em doações em dinheiro de membros do público. Doações de todo o mundo totalizaram mais de 186.000 dólares. A igreja foi reaberta ao público em 7 de junho de 1964.

### Ativismo
Charles Morgan Jr. [en], o jovem advogado branco que fez um discurso apaixonado em 16 de setembro de 1963, deplorando a tolerância e complacência de grande parte da população branca de Birmingham em relação à supressão e intimidação dos negros — contribuindo, assim, para o clima de ódio na cidade —, recebeu ameaças de morte dirigidas a ele e sua família nos dias seguintes ao discurso. Em três meses, Morgan e sua família foram forçados a deixar Birmingham.
James Bevel, uma figura proeminente no Movimento dos Direitos Civis e organizador da Conferência de Liderança Cristã do Sul, foi motivado a criar o que ficou conhecido como o Projeto Alabama para Direitos de Voto como resultado direto do atentado à Igreja Batista da Rua 16. Após o atentado, Bevel e sua então esposa, Diane, mudaram-se para o Alabama, onde trabalharam incansavelmente no Projeto Alabama para Direitos de Voto, que visava garantir plenos direitos de voto a todos os cidadãos elegíveis do Alabama, independentemente de raça. Essa iniciativa posteriormente contribuiu para as Marchas de Selma a Montgomery de 1965, que resultaram na Lei dos Direitos de Voto de 1965, proibindo qualquer forma de discriminação racial no processo de votação.

### Comentários
Condoleezza Rice, 66ª Secretária de Estado dos EUA, tinha oito anos na época do atentado e era colega de classe e amiga de Carol Denise McNair. Rice estava na igreja de seu pai, localizada a poucos quarteirões da Igreja Batista da Rua 16, no dia do atentado. Em 2004, Rice relembrou suas memórias do atentado:
Eu me lembro do atentado àquela Escola Dominical na Igreja Batista da Rua 16 em Birmingham em 1963. Não vi acontecer, mas ouvi acontecer e senti acontecer, a poucos quarteirões de distância, na igreja de meu pai. É um som que nunca esquecerei, que ecoará para sempre em meus ouvidos. Aquela bomba tirou a vida de quatro meninas, incluindo minha amiga e companheira de brincadeiras [Carol] Denise McNair. O crime foi calculado, não aleatório. Ele foi planejado para sugar a esperança de vidas jovens, enterrar suas aspirações e garantir que velhos medos fossem projetados para a próxima geração.

### Legislação resultante

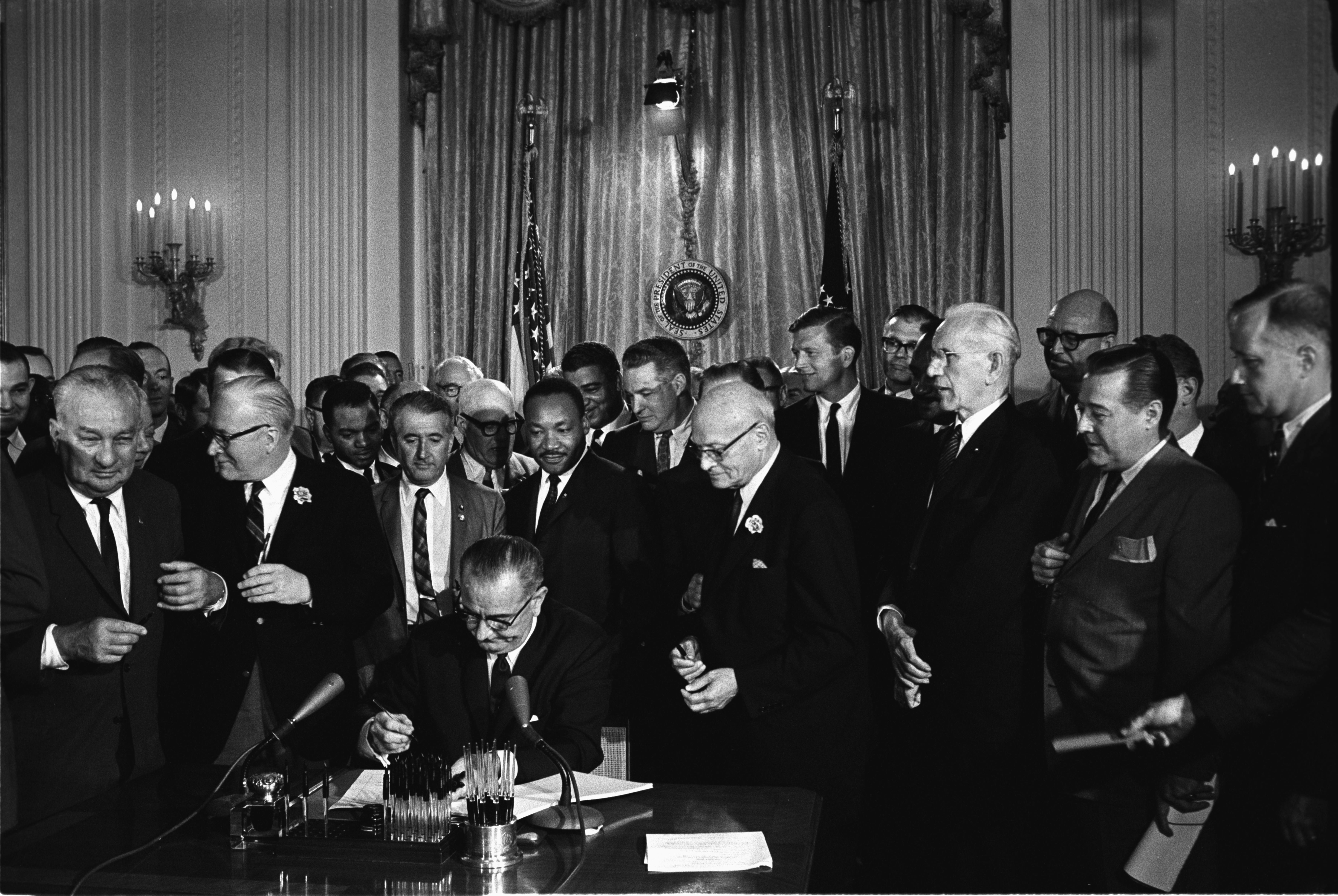
O presidente Lyndon Johnson sanciona a Lei dos Direitos Civis de 1964. 2 de julho de 1964.

A campanha de Birmingham, a Marcha sobre Washington em agosto, o atentado de setembro à Igreja Batista da Rua 16 e o assassinato de John F. Kennedy em novembro — um ardente defensor da causa dos direitos civis que havia proposto a Lei dos Direitos Civis de 1963 em rede nacional de televisão — aumentaram a conscientização mundial e a simpatia pela causa dos direitos civis nos Estados Unidos.
Após o assassinato de John F. Kennedy em 22 de novembro de 1963, o recém-empossado presidente Lyndon Johnson continuou a pressionar pela aprovação do projeto de lei de direitos civis buscado por seu antecessor.
Em 2 de julho de 1964, o presidente Lyndon Johnson sancionou a Lei dos Direitos Civis de 1964. Estiveram presentes líderes importantes do Movimento dos Direitos Civis, incluindo Martin Luther King Jr. Esta legislação proibiu a discriminação com base em raça, cor, religião, gênero ou origem nacional, garantindo plenos e iguais direitos aos afro-americanos perante a lei.

## Investigações e processos judiciais

### Investigação inicial
Inicialmente, os investigadores teorizaram que uma bomba lançada de um carro em movimento havia causado a explosão na Igreja Batista da Rua 16. No entanto, até 20 de setembro, o FBI conseguiu confirmar que a explosão foi causada por um dispositivo colocado intencionalmente sob os degraus da igreja, próximo ao lounge feminino. Um pedaço de fio e fragmentos de plástico vermelho foram encontrados no local, que poderiam fazer parte de um dispositivo de temporização. (Os fragmentos de plástico foram posteriormente perdidos pelos investigadores.):63
Nos dias seguintes ao atentado, os investigadores concentraram sua atenção em um grupo dissidente da KKK conhecido como "Cahaba Boys". Os Cahaba Boys haviam se formado no início de 1963, pois sentiam que a KKK estava se tornando contida e impotente em resposta às concessões feitas aos negros para acabar com a segregação racial. Este grupo já havia sido ligado a vários ataques com bombas em empresas de propriedade de negros e nas casas de líderes da comunidade negra durante a primavera e o verão de 1963.:57 Embora os Cahaba Boys tivessem menos de 30 membros ativos, entre eles estavam Thomas Blanton Jr., Herman Cash, Robert Chambliss e Bobby Cherry.
Os investigadores também coletaram inúmeros depoimentos de testemunhas que afirmavam ter visto um grupo de homens brancos em um Chevrolet 1957 turquesa perto da igreja nas primeiras horas da manhã de 15 de setembro. Esses depoimentos indicavam especificamente que um homem branco havia saído do carro e caminhado em direção aos degraus da igreja. A descrição física feita pelas testemunhas desse homem variava e poderia corresponder a Bobby Cherry ou Robert Chambliss.
Chambliss foi interrogado pelo FBI em 26 de setembro. Em 29 de setembro, ele foi indiciado por acusações de compra e transporte ilegal de dinamite em 4 de setembro de 1963. Ele e dois conhecidos, John Hall e Charles Cagle, foram condenados em um tribunal estadual por posse e transporte ilegal de dinamite em 8 de outubro. Cada um recebeu uma multa de 100 dólares e uma pena de prisão de 180 dias suspensa. Na época, nenhuma acusação federal foi apresentada contra Chambliss ou qualquer um de seus supostos conspiradores em relação ao atentado.

#### Encerramento do caso pelo FBI
O FBI enfrentou dificuldades em sua investigação inicial do atentado. Um relatório posterior afirmou: "Até 1965, tínhamos [quatro] suspeitos sérios — a saber, Thomas Blanton Jr., Herman Frank Cash, Robert Chambliss e Bobby Frank Cherry, todos membros da Klan — mas as testemunhas relutavam em falar e faltavam evidências físicas. Além disso, na época, as informações de nossa vigilância não eram admissíveis em tribunal. Como resultado, nenhuma acusação federal foi apresentada nos anos 60."
Em 13 de maio de 1965, investigadores locais e o FBI nomearam formalmente Blanton, Cash, Chambliss e Cherry como os perpetradores do atentado, com Robert Chambliss como o provável líder dos quatro. Essas informações foram transmitidas ao Diretor do FBI, J. Edgar Hoover; no entanto, nenhum processo contra os quatro suspeitos foi iniciado. Havia um histórico de desconfiança entre investigadores locais e federais. No mesmo ano, J. Edgar Hoover bloqueou formalmente quaisquer processos federais iminentes contra os suspeitos e recusou-se a divulgar qualquer evidência obtida por seus agentes aos promotores estaduais ou federais.
Em 1968, o FBI encerrou formalmente sua investigação sobre o atentado sem apresentar acusações contra qualquer um dos suspeitos nomeados. Os arquivos foram selados por ordem de J. Edgar Hoover.

### Reabertura formal da investigação
Oficialmente, o atentado à Igreja Batista da Rua 16 permaneceu sem solução até depois que William Baxley foi eleito Procurador-Geral do Alabama em janeiro de 1971. Baxley era estudante na Universidade do Alabama quando soube do atentado em 1963 e, mais tarde, recordou: "Queria fazer algo, mas não sabia o quê."
Uma semana após assumir o cargo, Baxley pesquisou os arquivos policiais originais do atentado, descobrindo que os documentos policiais iniciais eram "praticamente inúteis". Baxley reabriu formalmente o caso em 1971. Ele conseguiu construir confiança com testemunhas-chave, algumas das quais relutavam em depor na primeira investigação. Outras testemunhas identificaram Chambliss como o indivíduo que colocou a bomba sob a igreja. Baxley também reuniu evidências comprovando que Chambliss havia comprado dinamite em uma loja no Condado de Jefferson menos de duas semanas antes do posicionamento da bomba, sob o pretexto de que a dinamite seria usada para limpar um terreno que a KKK havia comprado perto da Rodovia 101.:497 Esses depoimentos de testemunhas e evidências foram usados para construir formalmente um caso contra Robert Chambliss.
Após Baxley solicitar acesso aos arquivos originais do FBI sobre o caso, ele descobriu que as evidências acumuladas pelo FBI contra os suspeitos nomeados entre 1963 e 1965 não haviam sido reveladas aos promotores locais em Birmingham. Embora tenha enfrentado resistência inicial do FBI,:278 em 1976, Baxley recebeu formalmente algumas das evidências compiladas pelo FBI, após ameaçar publicamente expor o Departamento de Justiça por reter evidências que poderiam levar à condenação dos responsáveis pelo atentado.

#### Julgamento de Robert Chambliss
Em 14 de novembro de 1977, Robert Chambliss, então com 73 anos, enfrentou julgamento no Tribunal do Condado de Jefferson, em Birmingham. Chambliss havia sido indiciado por um grande júri em 24 de setembro de 1977, acusado de quatro contagens de homicídio, uma para cada criança morta no atentado à igreja de 1963. Em uma audiência pré-julgamento em 18 de outubro, o juiz Wallace Gibson determinou que o réu seria julgado por uma única contagem de homicídio — a de Carol Denise McNair — e que as três outras contagens de homicídio seriam mantidas, mas ele não seria acusado em relação a essas mortes.
Antes do julgamento, Chambliss permaneceu em liberdade sob uma fiança de 200.000 dólares, levantada por familiares e apoiadores e paga em 18 de outubro.
Chambliss declarou-se não culpado das acusações, insistindo que, embora tivesse comprado uma caixa de dinamite menos de duas semanas antes do atentado, ele a entregara a um membro da Klan e agente provocador do FBI chamado Gary Thomas Rowe Jr.
Para desacreditar as alegações de Chambliss de que Rowe havia cometido o atentado, o promotor William Baxley apresentou dois policiais para testemunhar sobre as declarações inconsistentes de Chambliss quanto à sua inocência. O primeiro desses testemunhos foi de Tom Cook, um policial aposentado de Birmingham, que testemunhou em 15 de novembro sobre uma conversa que teve com Chambliss em 1975. Cook afirmou que Chambliss reconheceu sua culpa em relação à prisão de 1963 por posse de dinamite, mas insistiu que havia entregado a dinamite a Rowe antes do atentado. Após o testemunho de Cook, Baxley apresentou o sargento de polícia Ernie Cantrell. Ele testemunhou que Chambliss visitou sua sede em 1976 e tentou atribuir a culpa pelo atentado à Igreja Batista da Rua 16 a um outro membro da KKK. Cantrell também afirmou que Chambliss se vangloriou de seu conhecimento sobre como construir uma "bomba de método por gotejamento" usando um flutuador de pesca e um balde de água com vazamento. Sob interrogatório da defesa pelo advogado Art Hanes Jr., Cantrell admitiu que Chambliss negou veementemente ter bombardeado a igreja.
Um indivíduo que foi ao local para ajudar na busca por sobreviventes, Charles Vann, recordou posteriormente que observou um homem branco solitário, que ele reconheceu como Robert Edward Chambliss (um conhecido membro da Ku Klux Klan), parado sozinho e imóvel em uma barricada. Segundo o testemunho posterior de Vann, Chambliss estava "olhando para a igreja, como um incendiário observando seu fogo".
Uma das principais testemunhas a depor em nome da acusação foi a Reverenda Elizabeth Cobbs, sobrinha de Chambliss. Ela afirmou que seu tio havia repetidamente lhe dito que estava engajado no que ele chamava de uma "batalha de um homem só" contra os negros desde a década de 1940. Além disso, Cobbs testemunhou em 16 de novembro que, na véspera do atentado, Chambliss lhe disse que possuía dinamite suficiente para "arrasar metade de Birmingham". Cobbs também testemunhou que, aproximadamente uma semana após o atentado, ela observou Chambliss assistindo a uma notícia sobre as quatro meninas mortas no atentado. Segundo Cobbs, Chambliss disse: "A [bomba] não deveria machucar ninguém... não explodiu quando deveria." Outra testemunha a depor foi William Jackson, que afirmou ter ingressado na KKK em 1963 e conhecido Chambliss pouco depois. Jackson testemunhou que Chambliss expressou frustração porque a Klan estava "arrastando os pés" na questão da integração racial, e disse que estava ansioso para formar um grupo dissidente mais dedicado à resistência.
Em seu argumento final perante o júri em 17 de novembro, Baxley reconheceu que Chambliss não era o único responsável pelo atentado. Ele expressou pesar por o estado não poder solicitar a pena de morte neste caso, já que a pena de morte em vigor no estado em 1963 havia sido revogada. A lei de pena de morte estadual atual se aplicava apenas a crimes cometidos após sua aprovação. Baxley observou que o dia do argumento final coincidia com o que teria sido o 26º aniversário de Carol Denise McNair e que ela provavelmente seria mãe até aquela data. Ele mencionou o testemunho do pai dela, Chris McNair, sobre a perda da família, e pediu que o júri retornasse um veredicto de culpado.
Em seu argumento final de contraprova, o advogado de defesa Art Hanes Jr. atacou as evidências apresentadas pela acusação como sendo puramente circunstanciais, acrescentando que, apesar da existência de evidências circunstanciais semelhantes, Chambliss não havia sido processado em 1963 pelo atentado à igreja. Hanes destacou testemunhos conflitantes entre várias das 12 testemunhas chamadas pela defesa para depor sobre o paradeiro de Chambliss no dia do atentado. Um policial e um vizinho testemunharam que Chambliss estava na casa de um homem chamado Clarence Dill naquele dia.
Após os argumentos finais, o júri se retirou para iniciar suas deliberações, que duraram mais de seis horas e continuaram no dia seguinte. Em 18 de novembro de 1977, eles consideraram Robert Chambliss culpado pelo assassinato de Carol Denise McNair. Ele foi condenado à prisão perpétua por seu assassinato. Durante sua sentença, Chambliss ficou diante do juiz e declarou: "Juiz, meritíssimo, tudo o que posso dizer é que Deus sabe que nunca matei ninguém, nunca bombardeei nada em minha vida... Não bombardei aquela igreja."
Na mesma tarde em que o veredicto de culpa de Chambliss foi anunciado, o promotor Baxley emitiu uma intimação para Thomas Blanton comparecer ao tribunal sobre o atentado à Igreja Batista da Rua 16. Embora Baxley soubesse que não tinha evidências suficientes para acusar Blanton nesta fase, ele pretendia que a intimação assustasse Blanton para que confessasse seu envolvimento e negociasse um acordo para testemunhar contra seus co-conspiradores. Blanton, no entanto, contratou um advogado e recusou-se a responder qualquer pergunta.:574
Chambliss apelou de sua condenação, conforme permitido por lei, alegando que grande parte das evidências apresentadas em seu julgamento — incluindo testemunhos relacionados às suas atividades na KKK — era circunstancial; que o atraso de 14 anos entre o crime e seu julgamento violava seu direito constitucional a um julgamento rápido; e que a acusação havia usado deliberadamente o atraso para tentar obter uma vantagem sobre os advogados de defesa de Chambliss. Esse apelo foi rejeitado em 22 de maio de 1979.
Robert Chambliss morreu no Hospital e Centro de Saúde Lloyd Noland em 29 de outubro de 1985, aos 81 anos. Nos anos desde sua prisão, Chambliss foi mantido em uma cela solitária para protegê-lo de ataques de outros detentos. Ele proclamou repetidamente sua inocência, insistindo que Gary Thomas Rowe Jr. era o verdadeiro responsável.

### Processos posteriores
Em 1995, dez anos após a morte de Chambliss, o FBI reabriu a investigação sobre o atentado à igreja. Isso fez parte de um esforço coordenado entre governos local, estadual e federal para revisar casos não resolvidos da era dos direitos civis, na esperança de processar os responsáveis. Foram desclassificados 9.000 itens de evidência previamente coletados pelo FBI nos anos 1960 (muitos desses documentos relacionados ao atentado à Igreja Batista da Rua 16 não haviam sido disponibilizados ao procurador William Baxley na década de 1970). Em maio de 2000, o FBI anunciou publicamente suas descobertas de que o atentado à Igreja Batista da Rua 16 havia sido cometido por quatro membros do grupo dissidente da KKK conhecido como Cahaba Boys. Os quatro indivíduos nomeados no relatório do FBI foram Blanton, Cash, Chambliss e Cherry. Na época do anúncio, Herman Cash também havia falecido; no entanto, Thomas Blanton e Bobby Cherry ainda estavam vivos. Ambos foram presos.
Em 16 de maio de 2000, um grande júri no Alabama indiciou Thomas Edwin Blanton e Bobby Frank Cherry por oito acusações cada, relacionadas ao atentado à Igreja Batista da Rua 16. Ambos os indivíduos foram acusados de quatro contagens de homicídio em primeiro grau e quatro contagens de malícia universal. No dia seguinte, ambos se entregaram à polícia.:162
A promotoria estadual pretendia inicialmente julgar ambos os réus juntos; no entanto, o julgamento de Bobby Cherry foi adiado devido às conclusões de uma avaliação psiquiátrica ordenada pelo tribunal. Concluiu-se que a demência vascular havia comprometido sua mente, tornando Cherry mentalmente incapaz de enfrentar julgamento ou auxiliar em sua própria defesa.
Em 10 de abril de 2001, o juiz James Garrett adiou indefinidamente o julgamento de Cherry, pendente de análise médica adicional. Em janeiro de 2002, o juiz Garrett determinou que Cherry estava mentalmente apto para enfrentar julgamento e marcou uma data inicial para o julgamento em 29 de abril.

#### Thomas Edwin Blanton
Thomas Edwin Blanton Jr. foi levado a julgamento em Birmingham, Alabama, perante o juiz James Garrett em 24 de abril de 2001. Blanton declarou-se não culpado das acusações e optou por não testemunhar em seu próprio favor durante o julgamento.
Em sua declaração inicial aos jurados, o advogado de defesa John Robbins reconheceu a afiliação de seu cliente com a Ku Klux Klan e suas visões sobre segregação racial. No entanto, ele alertou o júri: "Só porque vocês não gostam dele, isso não o torna responsável pelo atentado."
A promotoria convocou um total de sete testemunhas para depor em seu caso contra Blanton, incluindo parentes das vítimas, John Cross, o ex-pastor da Igreja Batista da Rua 16; um agente do FBI chamado William Fleming, e Mitchell Burns, um ex-membro da Klan que se tornara um informante pago do FBI. Burns havia gravado secretamente várias conversas com Blanton nas quais este último se vangloriava ao falar sobre o atentado e afirmava que a polícia não o pegaria quando ele bombardeasse outra igreja.
A evidência mais crucial apresentada no julgamento de Blanton foi uma gravação de áudio feita secretamente pelo FBI em junho de 1964, na qual Blanton foi gravado discutindo seu envolvimento no atentado com sua esposa, que pode ser ouvida acusando o marido de ter um caso com uma mulher chamada Waylen Vaughn duas noites antes do atentado. Embora partes da gravação — apresentadas como evidência em 27 de abril — sejam ininteligíveis, Blanton pode ser ouvido mencionando duas vezes a frase "planejar uma bomba" ou "planejar o atentado". Mais crucialmente, Blanton também pode ser ouvido dizendo que não estava com a senhorita Vaughn, mas que, duas noites antes do atentado, estava em uma reunião com outros membros da Klan em uma ponte sobre o Rio Cahaba [en]. Ele disse: "Você precisa ter uma reunião para planejar uma bomba."
Além de apontar falhas no caso da promotoria, a defesa expôs inconsistências nas memórias de algumas testemunhas da acusação que haviam deposto. Os advogados de Blanton criticaram a validade e a qualidade das 16 gravações de áudio apresentadas como evidência, argumentando que a promotoria havia editado e emendado as seções da gravação de áudio obtida secretamente na cozinha de Blanton, reduzindo a totalidade da fita em 26 minutos. Ele disse que as seções apresentadas como evidência eram de má qualidade de áudio, resultando na promotoria apresentando transcrições de texto de precisão questionável ao júri. Sobre as gravações feitas enquanto Blanton conversava com Burns, Robbins enfatizou que Burns havia testemunhado anteriormente que Blanton nunca disse expressamente que havia fabricado ou colocado a bomba. A defesa retratou as fitas de áudio apresentadas como evidência como declarações de "dois caipiras dirigindo por aí, bebendo" e fazendo afirmações falsas e exageradas entre si.
O julgamento durou uma semana. Sete testemunhas depuseram em nome da promotoria, e duas pela defesa. Uma das testemunhas da defesa foi um chef aposentado chamado Eddie Mauldin, que foi chamado para desacreditar as declarações das testemunhas da promotoria que afirmaram ter visto Blanton nas proximidades da igreja antes do atentado. Mauldin testemunhou em 30 de abril que observou dois homens em uma station wagon Rambler adornada com uma bandeira confederada passando repetidamente pela igreja imediatamente antes da explosão, e que, segundos após a bomba explodir, o carro "acelerou forte" ao se afastar. Thomas Blanton possuía um Chevrolet em 1963; nem Chambliss, Cash, nem Cherry possuíam tal veículo.
Ambos os advogados apresentaram seus argumentos finais perante o júri em 1º de maio. Em seu argumento final, o promotor e futuro senador dos EUA Doug Jones disse que, embora o julgamento tenha ocorrido 38 anos após o atentado, ele não era menos importante, acrescentando: "Nunca é tarde demais para a verdade ser dita... Nunca é tarde demais para um homem ser responsabilizado por seus crimes." Jones revisou o extenso histórico de Blanton com a Ku Klux Klan, antes de se referir às gravações de áudio apresentadas anteriormente no julgamento. Jones repetiu as declarações mais incriminadoras que Blanton havia feito nessas gravações, antes de apontar para Blanton e afirmar: "Isso é uma confissão da boca desse homem."
O advogado de defesa John Robbins lembrou ao júri em seu argumento final que seu cliente era um segregacionista confesso e um "falastrão", mas que isso era tudo o que poderia ser comprovado. Ele disse que esse passado não era a evidência sobre a qual eles deveriam basear seus veredictos. Robbins criticou veementemente a validade e a má qualidade das gravações de áudio apresentadas, e a seletividade das seções que haviam sido introduzidas como evidência. Robbins também tentou mostrar que o testemunho do agente do FBI William Fleming, que havia testemunhado anteriormente como testemunha do governo afirmando ter visto Blanton nas proximidades da igreja pouco antes do atentado, poderia estar enganado.
O júri deliberou por duas horas e meia antes de retornar com um veredicto considerando Thomas Edwin Blanton culpado por quatro contagens de homicídio em primeiro grau. Quando perguntado pelo juiz se tinha algo a dizer antes da imposição da sentença, Blanton disse: "Acho que o Senhor resolverá isso no Dia do Juízo."
Blanton foi condenado à prisão perpétua. Ele foi encarcerado na Instalação Correcional de St. Clair em Springville, Alabama. Blanton foi mantido em uma cela individual sob segurança rigorosa. Ele raramente falava de seu envolvimento no atentado, evitava atividades sociais e recebia poucos visitantes.
Sua primeira audiência de liberdade condicional foi realizada em 3 de agosto de 2016. Parentes das meninas assassinadas, o promotor Doug Jones, a Vice-Procuradora-Geral do Alabama Alice Martin e o procurador do Condado de Jefferson, Brandon Falls, falaram na audiência para se opor à liberdade condicional de Blanton. Martin disse: "A frieza cruel deste crime de ódio não diminuiu com o passar do tempo." O Conselho de Indultos e Liberdade Condicional debateu por menos de 90 segundos antes de negar a liberdade condicional a Blanton.
Blanton morreu na prisão por causas não especificadas em 26 de junho de 2020.

#### Bobby Frank Cherry
Bobby Frank Cherry foi levado a julgamento em Birmingham, Alabama, perante o juiz James Garrett, em 6 de maio de 2002. Cherry declarou-se não culpado das acusações e optou por não testemunhar em seu próprio favor durante o julgamento.
Em sua declaração inicial para a promotoria, Don Cochran apresentou seu caso: que as evidências mostrariam que Cherry participou de uma conspiração para cometer o atentado e ocultar provas que o ligassem ao crime, e que ele posteriormente se vangloriou das mortes das vítimas. Cochran também acrescentou que, embora as evidências a serem apresentadas não mostrassem conclusivamente que Cherry havia plantado ou detonado a bomba pessoalmente, as evidências combinadas ilustrariam que ele havia auxiliado e incitado na execução do ato.:cap. 35
Após as declarações iniciais, a promotoria começou a apresentar testemunhas. Um testemunho crucial no julgamento de Cherry foi dado por sua ex-esposa, Willadean Brogdon, que se casou com Cherry em 1970. Brogdon testemunhou em 16 de maio que Cherry se vangloriou para ela de ter sido o indivíduo que plantou a bomba sob os degraus da igreja, retornando horas depois para acender o pavio da dinamite. Brogdon também testemunhou que Cherry expressou arrependimento pelo fato de crianças terem morrido no atentado, antes de adicionar sua satisfação por elas nunca se reproduzirem. Embora a credibilidade do testemunho de Brogdon tenha sido questionada no julgamento, especialistas forenses admitiram que, embora seu relato sobre o plantio da bomba diferisse do discutido nos julgamentos anteriores dos outros perpetradores, a lembrança de Brogdon sobre o relato de Cherry do plantio e subsequente acionamento da bomba poderia explicar por que não foram encontrados vestígios conclusivos de um dispositivo de temporização após o atentado. Um flutuador de pesca preso a um pedaço de fio, que pode ter sido parte de um dispositivo de temporização, foi encontrado a 6,1m do cratera da explosão após o atentado. Um dos vários veículos gravemente danificados na explosão continha equipamentos de pesca.
Barbara Ann Cross também testemunhou para a promotoria. Ela é filha do Reverendo John Cross e tinha 13 anos em 1963. Cross frequentava a mesma classe de Escola Dominical que as quatro vítimas no dia do atentado e ficou levemente ferida no ataque. Em 15 de maio, Cross testemunhou que, antes da explosão, ela e as quatro meninas mortas haviam participado de uma aula de Escola Dominical do Dia da Juventude, na qual o tema ensinado era como reagir a uma injustiça física. Cross testemunhou que cada menina presente foi ensinada a refletir sobre como Jesus reagiria à aflição ou injustiça, e foram orientadas a considerar: "O que Jesus faria?" Cross afirmou que normalmente teria acompanhado suas amigas ao lounge do porão para trocar de roupa para o sermão seguinte, mas havia recebido uma tarefa. Pouco depois, ela ouviu "o barulho mais horrível", antes de ser atingida na cabeça por destroços.
Ao longo do julgamento, o advogado de defesa de Cherry, Mickey Johnson, observou repetidamente que muitas das testemunhas da promotoria eram circunstanciais ou "inerentemente não confiáveis". Muitas das mesmas fitas de áudio apresentadas no julgamento de Blanton também foram introduzidas como evidência no julgamento de Bobby Cherry. Um ponto-chave contestado quanto à validade das fitas de áudio introduzidas como evidência, fora da audiência do júri, foi o fato de que Cherry não tinha base para contestar a introdução das fitas, pois, sob a Quarta Emenda, nem sua casa nem sua propriedade haviam sido submetidas a gravação secreta pelo FBI. Don Cochran contestou essa posição, argumentando que a lei do Alabama prevê que "conspirações para ocultar evidências" podem ser comprovadas tanto por inferência quanto por evidências circunstanciais. Apesar de um argumento de refutação pela defesa, o juiz Garrett determinou que algumas seções eram muito prejudiciais, mas também que partes de algumas gravações de áudio poderiam ser introduzidas como evidência. Por meio dessas decisões, Mitchell Burns foi chamado para testemunhar em nome da promotoria. Seu testemunho foi restrito às áreas das gravações permitidas como evidência.

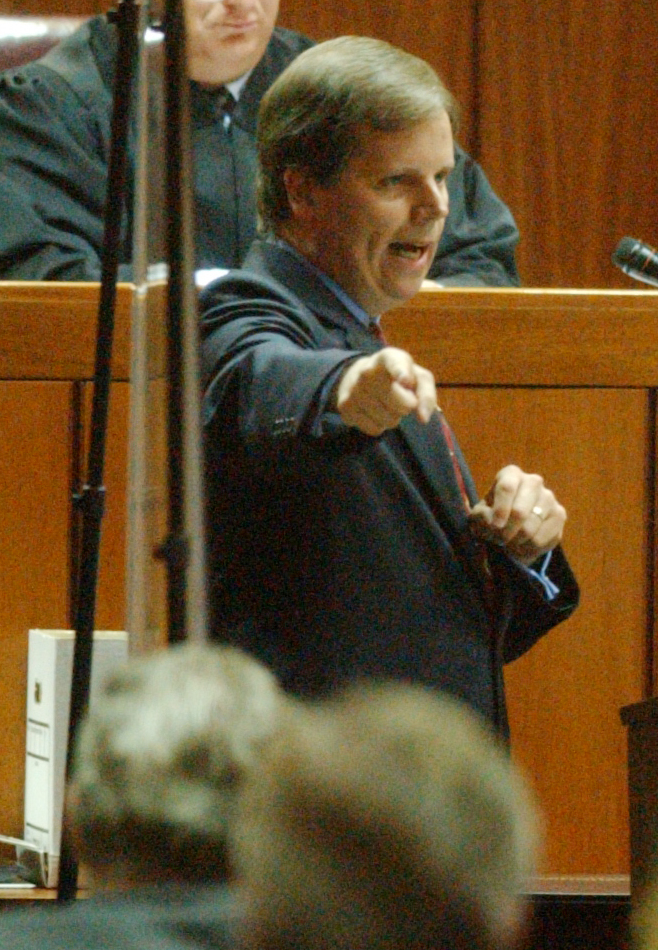
O promotor Doug Jones aponta para Bobby Cherry enquanto apresenta seu argumento final ao júri. 21 de maio de 2002.

Em 21 de maio de 2002, tanto a promotoria quanto os advogados de defesa apresentaram seus argumentos finais ao júri. Em seu argumento final para a promotoria, Don Cochran disse que o sermão do "Domingo da Juventude [das vítimas] nunca aconteceu... porque foi destruído pelo ódio deste réu." Cochran delineou o extenso histórico de violência racial de Cherry, datando da década de 1950, e observou que ele tinha experiência e treinamento na construção e instalação de bombas devido ao seu serviço como especialista em demolição da Marinha. Cochran também lembrou ao júri de uma gravação do FBI obtida secretamente, que havia sido introduzida como evidência anteriormente, na qual Cherry disse à sua primeira esposa, Jean, que ele e outros membros da Klan haviam construído a bomba nas instalações de um negócio na sexta-feira antes do atentado. Ele disse que Cherry assinou um afidávit na presença do FBI em 9 de outubro de 1963, confirmando que ele, Chambliss e Blanton estavam nessas instalações nessa data.
No argumento final para a defesa, o advogado Mickey Johnson argumentou que Cherry não tinha nada a ver com o atentado e lembrou aos jurados que seu cliente não estava em julgamento por suas crenças, afirmando: "Parece que mais tempo foi gasto aqui jogando por aí com a palavra com N do que provando o que aconteceu em setembro de 1963." Johnson afirmou que não havia evidência concreta ligando Cherry ao atentado, apenas evidências atestando suas crenças racistas daquela era, acrescentando que os membros da família que testemunharam contra ele eram todos afastados e, portanto, deveriam ser considerados testemunhas não confiáveis. Johnson instou o júri a não condenar seu cliente por associação.
Após esses argumentos finais, o júri se retirou para considerar seus veredictos. Essas deliberações continuaram até o dia seguinte.
Na tarde de 22 de maio, após o júri ter deliberado por quase sete horas, a presidente anunciou que haviam chegado a seus veredictos: Bobby Frank Cherry foi condenado por quatro contagens de homicídio em primeiro grau e sentenciado à prisão perpétua. Cherry permaneceu impassível enquanto a sentença era lida em voz alta. Parentes das quatro vítimas choraram abertamente de alívio.
Quando perguntado pelo juiz se tinha algo a dizer antes da imposição da sentença, Cherry apontou para os promotores e disse: "Todo esse grupo mentiu durante isso [o julgamento]. Eu disse a verdade. Não sei por que estou indo para a cadeia por nada. Não fiz nada!"
Bobby Frank Cherry morreu de câncer em 18 de novembro de 2004, aos 74 anos, enquanto estava encarcerado na Instalação Correcional de Kilby.
Após as condenações de Blanton e Cherry, o ex-Procurador-Geral do Alabama, William Baxley, expressou sua frustração por nunca ter sido informado da existência das gravações de áudio do FBI antes de serem introduzidas nos julgamentos de 2001 e 2002. Baxley reconheceu que os júris típicos do Alabama dos anos 1960 provavelmente teriam favorecido ambos os réus, mesmo que essas gravações tivessem sido apresentadas como evidência, mas disse que poderia ter processado Thomas Blanton e Bobby Cherry em 1977 se tivesse tido acesso a essas fitas. Um relatório do Departamento de Justiça de 1980 concluiu que J. Edgar Hoover havia bloqueado a acusação dos quatro suspeitos do atentado em 1965, e ele fechou oficialmente a investigação do FBI em 1968.

### Outros suspeitos

#### Herman Frank Cash
Cash foi um ex-membro sênior do Klavern de Eastview da Ku Klux Klan. Ele foi preso por acusações de porte de armas três meses antes do atentado à Igreja Batista da Rua 16, enquanto seguia para um comício anti-integração da Klan em Tuscaloosa. Cash foi oficialmente nomeado como um dos quatro perpetradores do atentado à igreja pelo FBI em maio de 1965; ele também foi nomeado como perpetrador após a conclusão da reabertura da investigação em 1995. Na época deste anúncio, Cash já havia falecido, tendo morrido de câncer em 7 de fevereiro de 1994, aos 75 anos. Como tal, ele nunca foi acusado por seu suposto envolvimento no atentado.
Antes de sua morte, Cash professou repetidamente sua inocência e é conhecido por ter passado em um teste de polígrafo. Conhecidos dele afirmaram que, embora abertamente racista, Cash era uma pessoa muito nervosa para ter cometido um crime dessa magnitude.

#### Gary Thomas Rowe Jr.
Embora tanto Blanton quanto Cherry tenham negado seu envolvimento no atentado à Igreja Batista da Rua 16, até sua morte em 1985, Robert Chambliss insistiu repetidamente que o atentado havia sido cometido por Gary Thomas Rowe Jr. Rowe foi incentivado a ingressar na Klan por conhecidos em 1960. Ele se tornou um informante pago do FBI em 1961. Nesse papel, Rowe atuou como um agente provocador entre 1961 e 1965. Embora informativo para o FBI, Rowe participou ativamente de atos de violência contra ativistas de direitos civis, tanto negros quanto brancos. Por sua própria admissão posterior, enquanto servia como informante do FBI, ele atirou e matou um homem negro não identificado e foi cúmplice no assassinato de Viola Liuzzo.
Registros investigativos mostram que Rowe falhou duas vezes em testes de polígrafo quando questionado sobre seu possível envolvimento no atentado à Igreja Batista da Rua 16 e em duas explosões separadas, não fatais. Esses resultados de polígrafo convenceram alguns agentes do FBI da culpabilidade de Rowe no atentado. Os promotores no julgamento de Chambliss em 1977 inicialmente pretendiam chamar Rowe como testemunha; no entanto, o Procurador-Geral William Baxley optou por não chamá-lo após ser informado dos resultados desses testes de polígrafo.
Embora nunca tenha sido formalmente nomeado como um dos conspiradores pelo FBI, o histórico de Rowe de engano nos testes de polígrafo deixa aberta a possibilidade de que as alegações de Chambliss possam ter algum grau de verdade. No entanto, uma investigação de 1979 inocentou Rowe de qualquer envolvimento no atentado à Igreja Batista da Rua 16.

#### Outros membros da KKK
Em 1966, durante uma série de inquéritos perante o Comitê de Atividades Antiamericanas da Câmara (HUAC), vários membros da KKK foram questionados sobre seu possível envolvimento no atentado. A maioria se recusou a responder às perguntas e invocou a Quinta Emenda.

## Memoriais

### Janela do País de Gales para o Alabama
Pouco após o atentado, o artista galês John Petts ofereceu seus serviços para criar um novo vitral para substituir um que havia sido destruído na explosão. Junto com o editor do jornal David Cole, Petts lançou uma campanha no Western Mail para solicitar fundos do público galês para custear a construção, o transporte do País de Gales e a instalação do vitral na igreja.

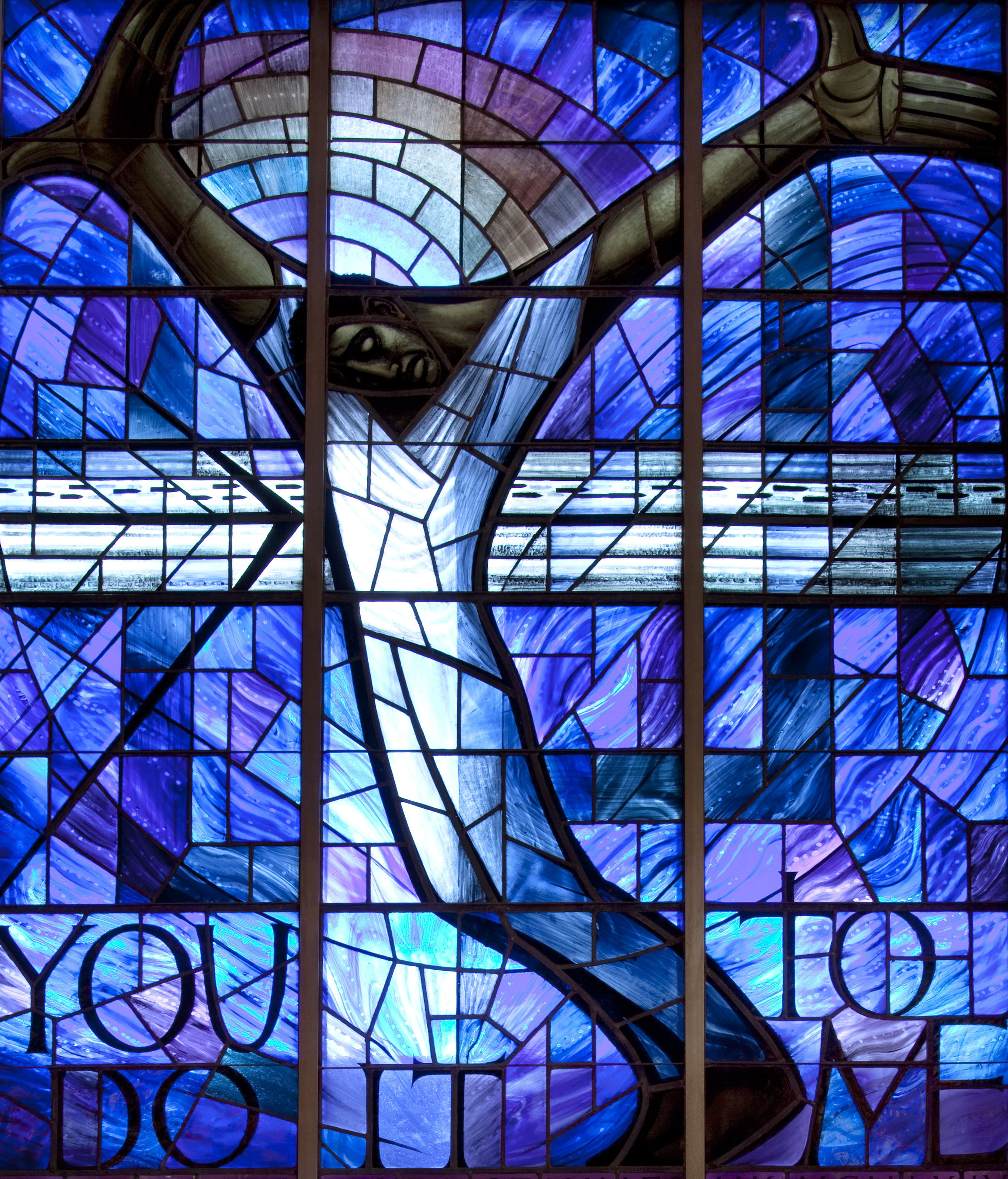
A en. Projetada pelo artista John Petts, o vitral retrata um Cristo Negro com os braços abertos; o braço direito afastando o ódio e a injustiça, o esquerdo estendido em oferta de perdão.

 Petts, que projetou e construiu o vitral, escolheu retratar um Cristo Negro com os braços abertos, remetendo à Crucificação de Jesus, para substituir um dos vitrais destruídos no atentado.
O vitral foi instalado na igreja em 1965, acima da porta principal do santuário, e foi nomeado Janela do País de Gales para o Alabama.

### Memorial dos Direitos Civis
Os nomes das quatro meninas mortas no atentado à Igreja Batista da Rua 16 estão gravados no Memorial dos Direitos Civis. Erguido em Montgomery, Alabama em 1989, o Memorial dos Direitos Civis é uma fonte de granito invertida em forma de cone e é dedicado a 41 pessoas que morreram na luta pelos direitos iguais e pelo tratamento integrado de todas as pessoas entre os anos de 1954 e 1968. Os nomes dos 41 indivíduos estão gravados cronologicamente na superfície dessa fonte. A criadora Maya Lin descreveu esta escultura como uma "área contemplativa; um lugar para lembrar o Movimento dos Direitos Civis, para honrar aqueles mortos durante a luta, para apreciar o quanto o país avançou em sua busca por igualdade".

### Marco histórico estadual do Cemitério Greenwood
No 27º aniversário do atentado à Igreja Batista da Rua 16, um marco histórico estadual foi inaugurado no Cemitério Greenwood, o local de descanso final de três das quatro vítimas do atentado (o corpo de Carole Robertson foi reenterrado no Cemitério Greenwood em 1974, após a morte de seu pai). Várias dezenas de pessoas estiveram presentes na cerimônia de inauguração, presidida pelo senador estadual Roger Bedford. Durante o evento, as quatro meninas foram descritas como mártires que "morreram para que a liberdade pudesse viver".

### Escultura memorialQuatro Espíritos
A escultura Quatro Espíritos foi inaugurada no Parque Kelly Ingram em Birmingham, em setembro de 2013, para comemorar o 50º aniversário do atentado. Esculpida em Berkeley, Califórnia pela escultora nascida em Birmingham, Elizabeth MacQueen, e projetada como um memorial às quatro crianças mortas em 15 de setembro de 1963, a escultura de bronze e aço em tamanho real retrata as quatro meninas em preparação para o sermão na Igreja Batista da Rua 16 nos momentos imediatamente anteriores à explosão. A menina mais jovem morta na explosão (Carol Denise McNair) é retratada soltando seis pombas no ar enquanto está na ponta dos pés, descalça, sobre um banco; outra menina descalça (Addie Mae Collins) é retratada ajoelhada no banco, afixando uma faixa no vestido de McNair; uma terceira menina (Cynthia Wesley) está sentada no banco ao lado de McNair e Collins com uma Bíblia no colo. A quarta menina (Carole Robertson) é retratada em pé, sorrindo, enquanto gesticula para as outras três meninas irem ao sermão na igreja.
Na base da escultura, há uma inscrição do título do sermão que as quatro meninas deveriam assistir antes do atentado — "Um Amor que Perdoa". Fotografias ovais e breves biografias das quatro meninas mortas na explosão, da sobrevivente mais gravemente ferida (Sarah Collins) e dos dois adolescentes baleados e mortos no mesmo dia também adornam a base da escultura. Mais de 1.000 pessoas estiveram presentes na inauguração do memorial, incluindo sobreviventes do atentado, amigos das vítimas e os pais de Denise McNair, Johnny Robinson e Virgil Ware. Entre os que falaram na inauguração estava o Reverendo Joseph Lowery, que informou aos presentes: "Não deixem ninguém dizer que essas crianças morreram em vão. Não estaríamos aqui agora, se elas não tivessem ido para casa diante de nossos olhos."

### Medalha de Ouro do Congresso
Em 24 de maio de 2013, o Presidente Barack Obama concedeu uma Medalha de Ouro do Congresso póstuma às quatro meninas mortas no atentado à Igreja de Birmingham de 1963. Essa medalha foi concedida por meio da assinatura da Lei Pública 113–11; uma lei que autorizou a criação de uma Medalha de Ouro do Congresso em reconhecimento ao fato de que as mortes das meninas serviram como um grande catalisador para o Movimento dos Direitos Civis, impulsionando um momento que garantiu a aprovação da Lei dos Direitos Civis de 1964. A medalha de ouro foi entregue ao Instituto de Direitos Civis de Birmingham para exposição ou empréstimo a outros museus.

## Mídia e artes

### Música
- A canção "Birmingham Sunday" é diretamente inspirada no atentado à Igreja Batista da Rua 16. Escrita em 1964 por Richard Fariña [en] e gravada pela cunhada de Fariña, Joan Baez, a canção foi incluída no álbum de Baez de 1964, Joan Baez/5. A canção também foi regravada por Rhiannon Giddens [en] e está incluída em seu álbum de 2017, Freedom Highway.[159]
- O hino dos direitos civis de 1964 de Nina Simone, "Mississippi Goddam", é parcialmente inspirado no atentado à Igreja Batista da Rua 16. A letra "Alabama's got me so upset" refere-se a este incidente.[160]
- O álbum de 1964 do músico de jazz John Coltrane, Live at Birdland, inclui a faixa "Alabama", gravada dois meses após o atentado. Esta canção foi escrita como uma homenagem musical direta às vítimas do atentado à Igreja Batista da Rua 16.[161]
- A obra de 1982 do compositor afro-americano Adolphus Hailstork [en] para conjunto de sopros, intitulada American Guernica, foi composta em memória das vítimas do atentado à Igreja Batista da Rua 16.[162]

### Filmes

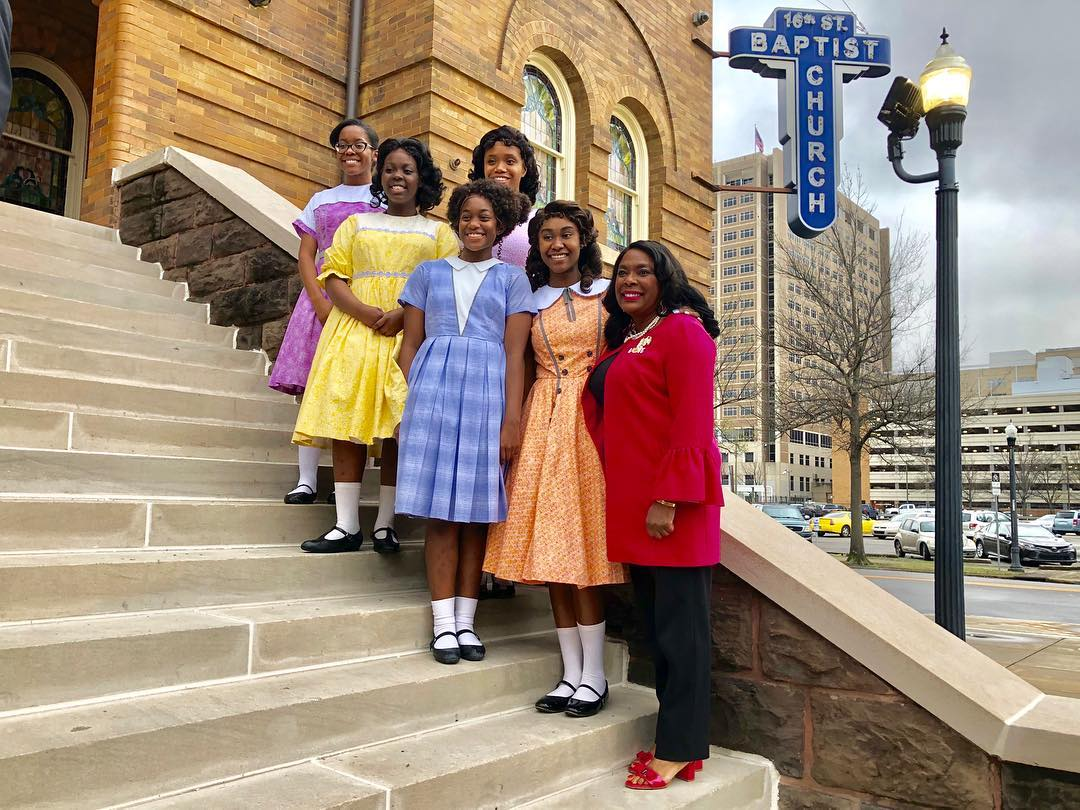
A política Terri Sewell, com atrizes da peça 4 Little Girls, fotografada nos degraus da Igreja Batista da Rua 16 (2019)

- O documentário de 1997, 4 Little Girls, foca exclusivamente no atentado à Igreja Batista da Rua 16. Dirigido por Spike Lee, este documentário inclui entrevistas com familiares e amigos das vítimas e recebeu uma indicação ao Prêmio da Academia para Melhor Documentário.[163]
- O docudrama de 2002, Sins of the Father [en], foca diretamente no atentado à Igreja Batista da Rua 16. Dirigido por Robert Dornhelm [en], o filme conta com Richard Jenkins como Bobby Cherry e Bruce McFee como Robert Chambliss.[164]
- O drama histórico americano de 2014, Selma, que foca nas Marchas de Selma a Montgomery de 1965, inclui uma cena que retrata o atentado à Igreja Batista da Rua 16. Este filme foi dirigido por Ava DuVernay.[165]

### Televisão
- O documentário de 1993, Angels of Change, foca nos eventos que levaram ao atentado à Igreja Batista da Rua 16, bem como suas consequências. Este documentário foi produzido pela emissora de TV sediada em Birmingham, WVTM-TV, e posteriormente recebeu um Prêmio Peabody.[166]
- O History Channel transmitiu um documentário intitulado Remembering the Birmingham Church Bombing. Exibido para comemorar o 50º aniversário do atentado, este documentário inclui entrevistas com o chefe de educação do Instituto de Direitos Civis de Birmingham.[28]

### Livros (não ficção)
- Anderson, Susan (2008). The Past on Trial: The Sixteenth Street Baptist Church Bombing, Civil Rights Memory and the Remaking of Birmingham [O Passado em Julgamento: O Atentado à Igreja Batista da Rua 16, Memória dos Direitos Civis e a Reconstrução de Birmingham]. [S.l.]: Chapel Hill. ISBN 978-0-54988-141-4
- Branch, Taylor (1988). Parting the Waters: America in the King Years, 1954–1963 [Separando as Águas: América nos Anos de King, 1954–1963]. [S.l.]: Simon & Schuster. ISBN 978-0-671-68742-7
- Chalmers, David (2005). Backfire: How the Ku Klux Klan Helped the Civil Rights Movement [Reação: Como a Ku Klux Klan Ajudou o Movimento dos Direitos Civis]. [S.l.]: Chapel Hill. ISBN 978-0-7425-2311-1
- Cobbs, Elizabeth H.; Smith, Petric J. (1994). Long Time Coming: An Insider's Story of the Birmingham Church Bombing that Rocked the World [Um Longo Caminho: Uma História Interna do Atentado à Igreja de Birmingham que Abalou o Mundo]. [S.l.]: Crane Hill Publishers. ISBN 978-1-881548-10-2. Consultado em 22 de julho de 2025
- Hamlin, Christopher M. (1998). Behind the Stained Glass: A History of Sixteenth Street Baptist Church [Por Trás do Vitral: Uma História da Igreja Batista da Rua 16]. [S.l.]: Crane Hill Publishers. ISBN 978-1-57587-083-0
- Jones, Doug (2019). Bending Toward Justice: The Birmingham Church Bombing that Changed the Course of Civil Rights [Caminhando para a Justiça: O Atentado à Igreja de Birmingham que Mudou o Curso dos Direitos Civis]. [S.l.]: All Points Books. ISBN 9781250201447
- Klobuchar, Lisa (2009). 1963 Birmingham Church Bombing: The Ku Klux Klan's History of Terror [Atentado à Igreja de Birmingham de 1963: A História de Terror da Ku Klux Klan]. [S.l.]: Compass Point Books. ISBN 978-0-7565-4092-0
- McKinstry, Carolyn; George, Denise (2011). While the World Watched: A Birmingham Bombing Survivor Comes of Age During the Civil Rights Movement [Enquanto o Mundo Observava: Uma Sobrevivente do Atentado de Birmingham Cresce Durante o Movimento dos Direitos Civis]. [S.l.]: Tyndale House Publishers. ISBN 978-1-4143-3636-7. Consultado em 22 de julho de 2025
- McWhorter, Diane (2001). Carry Me Home: Birmingham, Alabama, the Climactic Battle of the Civil Rights Revolution [Leve-me para Casa: Birmingham, Alabama, a Batalha Decisiva da Revolução dos Direitos Civis]. [S.l.]: Simon & Schuster. ISBN 978-1-4767-0951-2. Consultado em 22 de julho de 2025
- Sikora, Frank (1991). Until Justice Rolls Down: The Birmingham Church Bombing Case [Até que a Justiça Prevaleça: O Caso do Atentado à Igreja de Birmingham]. [S.l.]: University of Alabama Press. ISBN 978-0-8173-0520-8. Consultado em 22 de julho de 2025
- Thorne, T. K. (2013). Last Chance for Justice: How Relentless Investigators Uncovered New Evidence Convicting the Birmingham Church Bombers [Última Chance para a Justiça: Como Investigadores Incansáveis Descobriram Novas Evidências que Condenaram os Bombardeiros da Igreja de Birmingham]. [S.l.]: Lawrence Books. ISBN 978-1-61374-864-0

### Livros (ficção)
- O romance de 1995 de Christopher Paul Curtis [en], The Watsons Go to Birmingham – 1963 [en], retrata os eventos do atentado.[167] Este relato fictício do atentado foi posteriormente adaptado para um filme.[168]
- O romance de 2001, Bombingham, escrito por Anthony Grooms, se passa em Birmingham em 1963. Este romance retrata um relato fictício do atentado à Igreja Batista da Rua 16 e dos assassinatos de Virgil Ware e Johnny Robinson.
- O livro da American Girl [en], No Ordinary Sound, ambientado em 1963 e com a personagem Melody Ellison, tem o atentado como um ponto central da trama.[169]

### Artes
- O escultor americano John Henry Waddell criou um memorial simbolizando aqueles mortos no atentado. Intitulado That Which Might Have Been: Birmingham 1963, a escultura — retratando quatro mulheres adultas em diferentes posturas — foi criada ao longo de 15 meses.[78] As quatro mulheres na escultura são representadas em termos simbólicos, representando as quatro vítimas do atentado, caso tivessem tido a oportunidade de chegar à idade adulta.[170] A escultura foi originalmente exibida na Primeira Igreja Unitária Universalista em Phoenix em 1969. Uma segunda fundição da escultura foi destinada à exibição em Birmingham; no entanto, devido à controvérsia sobre a nudez das mulheres retratadas na escultura, essa segunda fundição está agora em exibição no Museu George Washington Carver.[171]

## Obras citadas e leitura complementar
- Branch, Taylor (1988). Parting the Waters: America in the King Years, 1954–1963 [Separando as Águas: América nos Anos de King, 1954–1963]. [S.l.]: Simon & Schuster. ISBN 978-0-671-68742-7. Consultado em 22 de julho de 2025
- Cobbs, Elizabeth H.; Smith, Petric J. (1994). Long Time Coming: An Insider's Story of the Birmingham Church Bombing that Rocked the World [Um Longo Caminho: Uma História Interna do Atentado à Igreja de Birmingham que Abalou o Mundo]. [S.l.]: Crane Hill Publishers. ISBN 978-1-881548-10-2. Consultado em 22 de julho de 2025
- Hamlin, Christopher M. (1998). Behind the Stained Glass: A History of Sixteenth Street Baptist Church [Por Trás do Vitral: Uma História da Igreja Batista da Rua 16]. [S.l.]: Crane Hill Publishers. ISBN 978-1-57587-083-0
- Klobuchar, Lisa (2009). 1963 Birmingham Church Bombing: The Ku Klux Klan's History of Terror [Atentado à Igreja de Birmingham de 1963: A História de Terror da Ku Klux Klan]. [S.l.]: Compass Point Books. ISBN 978-0-7565-4092-0
- McKinstry, Carolyn; George, Denise (2011). While the World Watched: A Birmingham Bombing Survivor Comes of Age During the Civil Rights Movement [Enquanto o Mundo Observava: Uma Sobrevivente do Atentado de Birmingham Cresce Durante o Movimento dos Direitos Civis]. [S.l.]: Tyndale House Publishers. ISBN 978-1-4143-3636-7. Consultado em 22 de julho de 2025
- Sikora, Frank (1991). Until Justice Rolls Down: The Birmingham Church Bombing Case [Até que a Justiça Prevaleça: O Caso do Atentado à Igreja de Birmingham]. [S.l.]: University of Alabama Press. ISBN 978-0-8173-0520-8. Consultado em 22 de julho de 2025
- Thorne, T. K. (2013). Last Chance for Justice: How Relentless Investigators Uncovered New Evidence Convicting the Birmingham Church Bombers [Última Chance para a Justiça: Como Investigadores Incansáveis Descobriram Novas Evidências que Condenaram os Bombardeiros da Igreja de Birmingham]. [S.l.]: Lawrence Books. ISBN 978-1-61374-864-0
- Wade, Wyn C. (1998). The Fiery Cross: The Ku Klux Klan in America [A Cruz Ardente: A Ku Klux Klan na América]. [S.l.]: Oxford University Press. ISBN 978-0-19-512357-9

## Páginas externas
- Atentado à Igreja Batista da Rua 16 no CrimeLibrary.com
- Site oficial da Igreja Batista da Rua 16
- Artigo da revista Jet de outubro de 1963, "'Where Was God' When Bomb Hit", por Larry Still, cobrindo o atentado à Igreja Batista da Rua 16
- Chambliss vs. Estado: Detalhes do apelo de Robert Chambliss contra sua condenação em 1979
- Entrevista em áudio com a sobrevivente do atentado à Igreja Batista da Rua 16, Sarah Collins Rudolph